# Djamila Abdalla
Djamila Abdalla (Drachten, 19 december 1993) is een Nederlandse actrice. 
In de televisieserie en bioscoopfilm SpangaS en SpangaS in actie vertolkt ze de rol van Bodil De La Aize. Daarnaast is ze actief bij Theatergroep DOX.